# Alexandra Cunha
Alexandra Cunha (Maputo, 1962) es una bióloga marina, ambientalista e investigadora oceanográfica portuguesa. Destaca por su papel en la defensa de la naturaleza y del medioambiente, asumió la presidencia nacional de la Asociación de Protección de la Naturaleza (LPN) en 2009. Tiene una trayectoria profesional reconocida a nivel internacional, con varias ponencias en congresos nacionales e internacionales, autora de artículos científicos y de divulgación, así como su participación en proyectos de investigación sobre conservación del hábitat marino. Actualmente, es investigadora en el Centro de Ciencias del Mar de Algarve (CCMAR), de la Universidad del Algarve.

## Trayectoria
Estudió en la Escuela Secundaria Poeta António Aleixo, en Portimão, dónde creció su interés por los ecosistemas marinos y la protección de la naturaleza. Se graduó en Biología en la Universidad de Aveiro, donde realizó bloques temáticos que darían origen a Quercus. Posteriormente, finalizó un máster en Gestión Costera en la Universidad del Algarve. Continuó su formación con un doctorado en la Universidad de Auburn, en Estados Unidos, donde se especializó en "Forestry and Wildlife" (ingeniería forestal y vida animal).
En 2001, tras regresar de Estados Unidos, asumió la presidencia de la Dirección Regional de la Asociación de Protección de la Naturaleza (LPN) de Algarve. En 2009, fue presidenta en la Dirección Nacional de la LPN, la asociación de protección medioambiental más antigua de Portugal.
Cunha coordinó diversos proyectos de protección de ecosistemas marinos. De enero de 2007 a enero de 2011, coordinó el proyecto LIFE Biomares para la preservación y recuperación de la biodiversidad del Parque Marino Luiz Saldanha, en el Parque natural de la Arrábida. El proyecto gestionó un presupuesto de 2,4 millones de euros - 50% financiados por el programa LIFE - Naturaleza de la Comisión Europea, y el 50% restante por la empresa cementera Secil.
Entre 2010 y 2012, integrada en CCMAR, formó parte del equipo científico del proyecto FindKelp "Los bosques del Fondo Marino", desarrollado en toda la costa portuguesa. El objetivo del estudio era profundizar el conocimiento sobre las especies de kelp y los ecosistemas asociados.
Durante su etapa como presidenta de la LPN, se centró en los programas Life Hábitat Lince Abutre (en Alentejo y Algarve), Castro Verde, y Formación Medioambiental. Estos tres programas estaban enfocados en la conservación de especies y hábitats característicos de Portugal. Cunha mantuvo un papel de intervención al frente de la LPN, criticando y advirtiendo sobre cuestiones como el exceso de plástico en los océanos, el hundimiento de barcos frente a Portimão para crear arrecifes artificiales o la planificación del Parque natural del Suroeste Alentejano y Costa Vicentina con fines turísticos.

## Reconocimientos y premios
- 2010 - El proyecto Findkelp "Los Bosques del Fondo Marino" fue premiado por el Fondo Energías de Portugal para la Biodiversidad.[8][14][15]
- 2011 - Nombrada para el Premio Mujer por la Revista ACTIVA.[9][16]
- 2012 - Fue una de las tres vencedoras portuguesas del premio Terre des Femmes, de la Fundación Yves Rocher.[17] La candidatura presentada por la bióloga tuvo por base el proyecto «ADOPTE una pradaria marina», que pretendía alertar sobre el estado vulnerable de estos hábitats marinos y contribuir a la mejoría de su estado de conservación en la costa portuguesa.[2][18]